# Jednodomowość
Jednodomowość, autoecja, homoecja – w odniesieniu do pasożytów określenie cechy polegającej na przebiegu całego cyklu życiowego na lub w organizmie pojedynczego żywiciela. Przykładem pasożyta jednodomowego jest rdza prawoślazu ogrodowego Puccinia malvacearum. Termin stanowi także alternatywne określenie dla jednopienności.